# Franz Rudolf Bienenfeld
Rudolf Bienenfeld (* 27. September 1886 in Wien; † 15. Mai 1961 in London) war ein österreichischer, später in das Vereinigte Königreich emigrierter Rechtsanwalt, Aktivist für jüdische Interessen und Menschenrechte sowie Vertreter einer psychoanalytischen Rechtstheorie.

## Leben

### Familie, Wiener Zeit und Anwaltskarriere (1886–1931)
Bienenfeld wurde als eines von vier Kindern von Viktoria Bienenfeld, geb. Schmelkes (1852–1918) und Heinrich Bienenfeld (1849–1895) geboren. Sein Vater war  Rechtsanwalt, seine Mutter stammte aus einer Rabbinerfamilie. Seine Schwestern gehörten beide zu den ersten erfolgreichen Akademikerinnen nach Öffnung ihres jeweiligen Fachgebiets für Frauen an der Universität Wien: die im Holocaust ermordete Musikkritikerin Elsa Bienenfeld (1877–1942) und die Gynäkologin Bianca Bienenfeld (1879–1929), die bei einem Zugunglück ums Leben kam. Der Bruder Otto Bienenfeld war, als einziger Nichtakademiker unter den Geschwistern, Bankangestellter.
Bienenfeld heiratete 1915 Grete Bienenfeld, geb. Koritschoner, und begann als Anwalt zu arbeiten, in späterer Zeit mit großem Erfolg. Das spiegelt sich auch in seiner umfassenden Bibliothek wider, die nach eigenen Angaben 8000 Bücher umfasste.

### Politische Aktivität für das Judentum, Schweizer Zeit und Exil in England (1931–1961)
Bereits 1931 verringerte Bienenfeld seine Anwaltstätigkeit und verlegte seinen Wohnsitz in die Schweiz, wo er sich zunächst der Veröffentlichung seines Buches „Die Haftungen ohne Verschulden“, dann jedoch der politischen Situation des Judentums widmete. 1936 publizierte er unter Pseudonym die Schrift „Deutsche und Juden“, 1937 wurde er Vorsitzender des österreichischen Büros des World Jewish Congress, und noch in diesem Jahr hielt er in Wien den später veröffentlichten Vortrag „Die Religion der religionslosen Juden“.
Zum Anschluss Österreichs an das Deutsche Reich 1938 befand sich Bienenfeld in der Schweiz. Auch seine Frau Grete Bienenfeld konnte er noch nachholen, sie verstarb jedoch noch 1938. Bienenfeld emigrierte nach England, wo seine politische Tätigkeit fortsetzte. Er bekleidete dabei vielfältige Funktionen, unter anderem als Vorsitzender der Jakob Ehrlich Society, eine offene Verbindung österreichischer Exiljuden, und im Vorstand der Association for Jewish Refugees (AJR). Nach Kriegsende war unter anderem im Vorstand des United Restitutions Office maßgeblich am politischen und juristischen Kampf für Restitutionen jüdischer Vermögen beteiligt und setzte sich auch für die Bestrafung der nationalsozialistischen Täter ein. Mit seinem Buch „Rediscovery of Justice“ und als Abgesandter des World Jewish Congress zum Wirtschafts- und Sozialrat der Vereinten Nationen wirkte er auf die juristische Rechtfertigung der Nürnberger Prozesse sowie eine Allgemeine Erklärung der Menschenrechte hin, die er mit einem völkerrechtlich verankerten Prinzip, wonach jeder Mensch als Person mit Rechten anzuerkennen ist, theoretisch begründete.
Bienenfeld starb 1961 in London an einem Herzleiden.

## Wissenschaftliche Ansichten
Bienenfelds 1936 erschienenes Werk zu den „Haftungen ohne Verschulden“ ist darauf gerichtet, eine analytische Grundlage für die im späten 19. und 20. Jahrhundert vermehrt auftretenden Pflichten zum Schadenersatz ohne Verschuldensvoraussetzung zu bieten (wie etwa gesetzliche Gefährdungshaftungen für Eisenbahnen, Kraftfahrzeuge und Industrieanlagen). Die Arbeit erfuhr selbst angesichts der tiefgreifenden Änderungen im Wissenschaftsdiskurs durch die nationalsozialistische Herrschaft positive Rezension.
Vor allem in seinem späteren juristischen Wirken ging es Bienenfeld darum, aus den frühen Erfahrungen über Gerechtigkeit im Kindheitsleben und frühen Familienleben auf das Recht zu schließen, das für Gesellschaften in verschiedenen Entwicklungsstadien richtig ist. In „Rediscovery of Justice“ versuchte er dadurch eine theoretisch-naturrechtliche Grundlegung für ein Internationales Menschenrechtspatent („International Bill of Rights“) schaffen. Die Rezensionen dieser Arbeit waren gemischt. Die Absicht des Werks wurde als visionär gewürdigt, die psychologische Grundlagenarbeit Bienenfelds wurde jedoch als veraltet und sogar naiv kritisiert.
Bienenfeld war in seinen wissenschaftlichen Arbeiten von Hans Kelsen und Sigmund Freud beeinflusst. Während Bienenfeld gegenüber Kelsen in den „Haftungen ohne Verschulden“ eine bewundernde, aber eher kritische Haltung einnahm, beschrieb er selbst als einen Zweck seiner späteren Arbeiten, die Erkenntnisse Freuds auf das Recht anzuwenden. Zu Freud unterhielt Bienenfeld auch persönliche Beziehungen: Er wird als Mitglied von Freuds Tarockrunde genannt.

## Werkauswahl
- Die Haftungen ohne Verschulden. Typenlehre und System der außergeschäftlichen Obligationen im Deutschen, Österreichischen und Schweizerischen Recht. Springer, Berlin/Wien, 1933
- Als Anton van Miller: Deutsche und Juden. Soziologische Verlagsanstalt, Ostrau, 1936; französische Übersetzung: La Nation de la mort (Allemands et juifs). le droit de vivre, Paris, 1938; englische Übersetzung: The Germans and the Jews. Secker and Warburg, London, 1939.
- Rediscovery of Justice. Allen & Unwin, London, 1947.
- Das Problem der Gerechtigkeit. Vortrag, gehalten vor der Wiener Juristischen Gesellschaft am 13. Mai 1950, abgedruckt in: Juristische Blätter 1950, Heft 10, 289.
- Justice, Aggression and Eros, in: The International Journal of Psychoanalysis. Band 38, 1957, 419–427.